# Rykkinn
Rykkinn er et boligområde i Bærum kommune udenfor Oslo med ca. 9.000 indbyggere.
Til trods for at Rykkinn var et usædvanligt gennemtænkt boligprojekt, opstod der markante ungdomsproblemer i en periode fra midten af 1970'erne til ind i 1980'erne. Da Rykkinn var nybygget gjorde de lave lejlighedspriser og den kommunale fordelingspolitik, at en stor del af indflytterne var unge småbørnsfamilier. Derfor blev antallet af unge i teenagealderen højt hen mod midten af 1980'erne, og i enkelte ungdomsgrupper opstod der rusmiddelproblemer.
I dag er befolkningssammensætningen meget mere afbalanceret aldersmæssigt, og Rykkinn fremstår nu som et mere harmonisk og modent boligområde. Dette reflekteres i høje boligpriser.

## Note
1. ↑  Bærum kommune: Folketallet efter alder og delområde Arkiveret 18. februar 2012 hos  Wayback Machine. Optælling pr. 31.12.2006 (norsk)